# Лудвиг Зигфрид I Витцтум фон Екщедт
Лудвиг Зигфрид I Витцтум фон Екщедт (на немски: Ludwig Siegfried I Graf Vitzthum von Eckstädt; * 14 юли 1716 в Дрезден; † 5 декември 1777 в Дрезден) е граф от род Витцтум-Екщедт, саксонски дипломат, управител на сбирките на изкуството в Курфюрство Саксония, истински таен съветник и накрая обер-камерхер.
Той е най-малкият син на саксонския кабинет-министър граф Фридрих I Витцтум фон Екщедт (1675 – 1726) и съпругата му Рахел Шарлота фон Хойм (1676 – 1753), дъщеря на фрайхер Лудвиг Гебхард фон Хойм (1631 – 1711) и Катарина София фон Шьонфелд (1699 – 1681). Брат е на генерал-лейтенант Йохан Фридрих фон Витцтум фон Екщедт (1712 – 1786). Баща му Фридрих I Витцтум фон Екщедт престроява в стил барок дворец Клайнвьолкау и прави градина, а майка му Рахел Шарлота фон Хойм построява ок. 1730 г. бароковия дворец в Отервиш до Лайпциг.
Лудвиг Зигфрид I Витцтум фон Екщедт следва право в университета в Лайпциг и през 1736 г. завършва с дисертацията „De feudis legiis“. През 1739 г. саксонският курфюрст Фридрих Август II го прави камер-юнкер и 1742 г. камер-хер. Лудвиг Зигфрид започва дипломатическа кариера, първо е аташé на кралство Саксония във френския двор в Париж. На 27 години през 1743 г. той е пратеник в сардинския кралски двор в Торино. През 1746 г. е руски посланик в Санкт Петербург и саксонският курфюрст го издига на таен съветник.
Понеже баща му е приятел с цар Петър Велики, който му е гостувал в двореца в Дрезден и в дворец Вьолкау, Лудвиг Зигфрид успява на 14 август 1746 г. да получи първата аудиенция при руската императрица Елисавета/Елизабет, която го намира за симпатичен. През 1747 г. руската императрица го награждава с „Ордена Александър-Невски“. По здравословни причини той напуска Санкт Петербург през 1749 г. и си отива обратно в Дрезден. Лудвиг Зигфрид живее в Дрезден и с фамилията си в дворец Отервиш при Лайпциг.
През 1749 г. той е саксонски пратеник в баварския кралски двор в Мюнхен. През 1751 г. той се връща обратно по здравословни причини през октомври 1755 г., когато става саксонски пратеник в Париж, Франция до 1757 г.
След завръщането си в Саксония Лудвиг Зигфрид е от 1768 г. до смъртта си 1777 г. управител на курфюрстката сбирка на изкуството в Дрезден.
Лудвиг Зигфрид I Витцтум фон Екщедт е погребан на 8 декември 1777 г. в църквата „Фрауенкирхе“ в Дрезден.
Синовете му създават три линии, които съществуват до 1945 г. Наследниците му от 2. и 3. линии съществуват и днес.

## Фамилия
Лудвиг Зигфрид I Витцтум фон Екщедт се жени на 4 октомври 1748 г. в Талвиц при Вурзен за графиня Кристиана Каролина фон Хойм (* 24 май 1728, Дрезден; † 14 февруари 1760, Отервиш), дъщеря на чичо му граф Лудвиг Гебхард II фон Хойм (1678 – 1738) и Рахел Луиза фон Вертерн (1699 – 1764). Тя е внучка на дядо му фрайхер Лудвиг Гебхард I фон Хойм (1631 – 1711). Бракът е бездетен.
Лудвиг Зигфрид I Витцтум фон Екщедт се жени втори път на 22 август 1761 г. в Кьонигсварта за Августа Ердмута фон Поникау-Пилграм (* 9 юли 1738, Об.-Йолза, Лаузитц; † 8 април 1775, Дрезден), дъщеря на Йохан Фабиан Готлоб фон Поникау-Пилграм (1695 – 1749) и Ердмута Луиза Витцтум фон Екщедт (ок. 1701 – 1752). Те имат децата:
- Фридрих II Август Витцтум фон Екщедт (* 12 юни 1765, Дрезден; † 5 март 1803, Дрезден), женен за Каролина Амалия Августа фон Хопфгартен (* 1 септември 1770; † 26 ноември 1858)
- Карл I Александер Николаус Витцтум фон Екщедт (* 3 юли 1767, Виена; † 12 октомври 1834, Обер-Лихтенау), женен I. за графиня Анна Албертина Емилия фон Вартенслебен (* 1 май 1777; † 5 март 1813, Дрезден), II. на 30 март 1818 г. в Дрезден за Елизабет фон Фризен (* 16 юли 1793; † 18 юли 1878)
- Хайнрих Карл Вилхелм Витцтум фон Екщедт (* 26 май 1770, Дрезден; † 11 октомври 1837, Дрезден), женен за Фридерика Вилхелмина фон Хопфгартен (* 24 декември 1767; † 10 януари 1837)
- Луиза Витцтум фон Екщедт (* 3 декември 1772)

Лудвиг Зигфрид I Витцтум фон Екщедт се жени трети път на 30 октомври 1775 г. за Амалия Сибила Елеонора фон Щамер (* 8 януари 1749, Дрезден; † 14 декември 1797, Дрезден), дъщеря на Хиронимус Фридрих фон Щамер и Йохана Августа фон Поникау. Бракът е бездетен.